# Utazók (film, 2016)
Az Utazók (eredeti címén: Passengers) Jennifer Lawrence és Chris Pratt főszereplésével készült 2016-os amerikai-ausztrál sci-fi, dráma, romantikus kalandfilm. Rendezte Morten Tyldum, a forgatókönyvet írta Jon Spaihts. A történetet és a forgatókönyvet Keanu Reeves és Stephen Hamel cégénél, a Company Filmsnél kezelték. A film forgatókönyve megjelent a 2007-es Blacklisten, mely az adott év legjobban kedvelt, ám meg nem valósított forgatókönyveit tartalmazza.
Jennifer Lawrence előtt Reese Witherspoon, Rachel McAdams és Emily Blunt neve is felmerült a női főszerepre. Még Chris Pratt szerződtetése előtt Keanu Reeves is esélyes volt a férfi főszerepre.

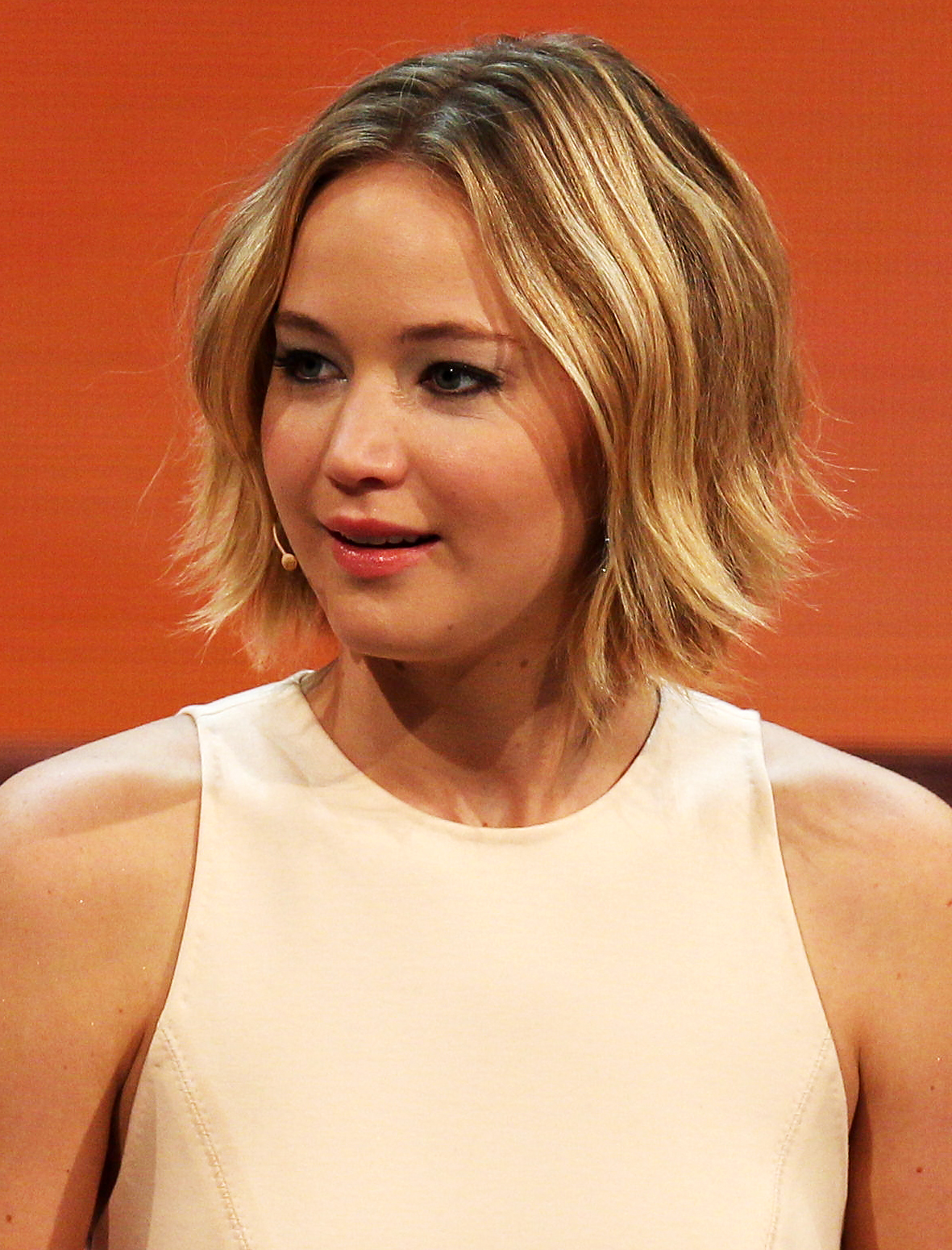
Jennifer Lawrence, a film női főszereplője

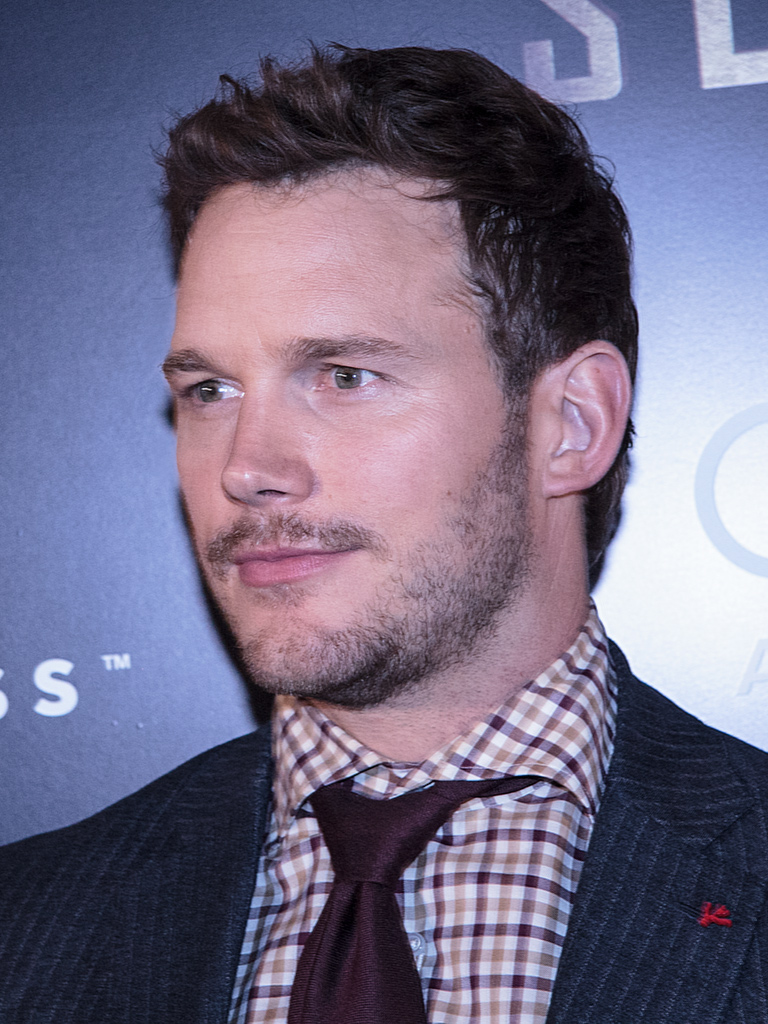
Chris Pratt, a film férfi főszereplője

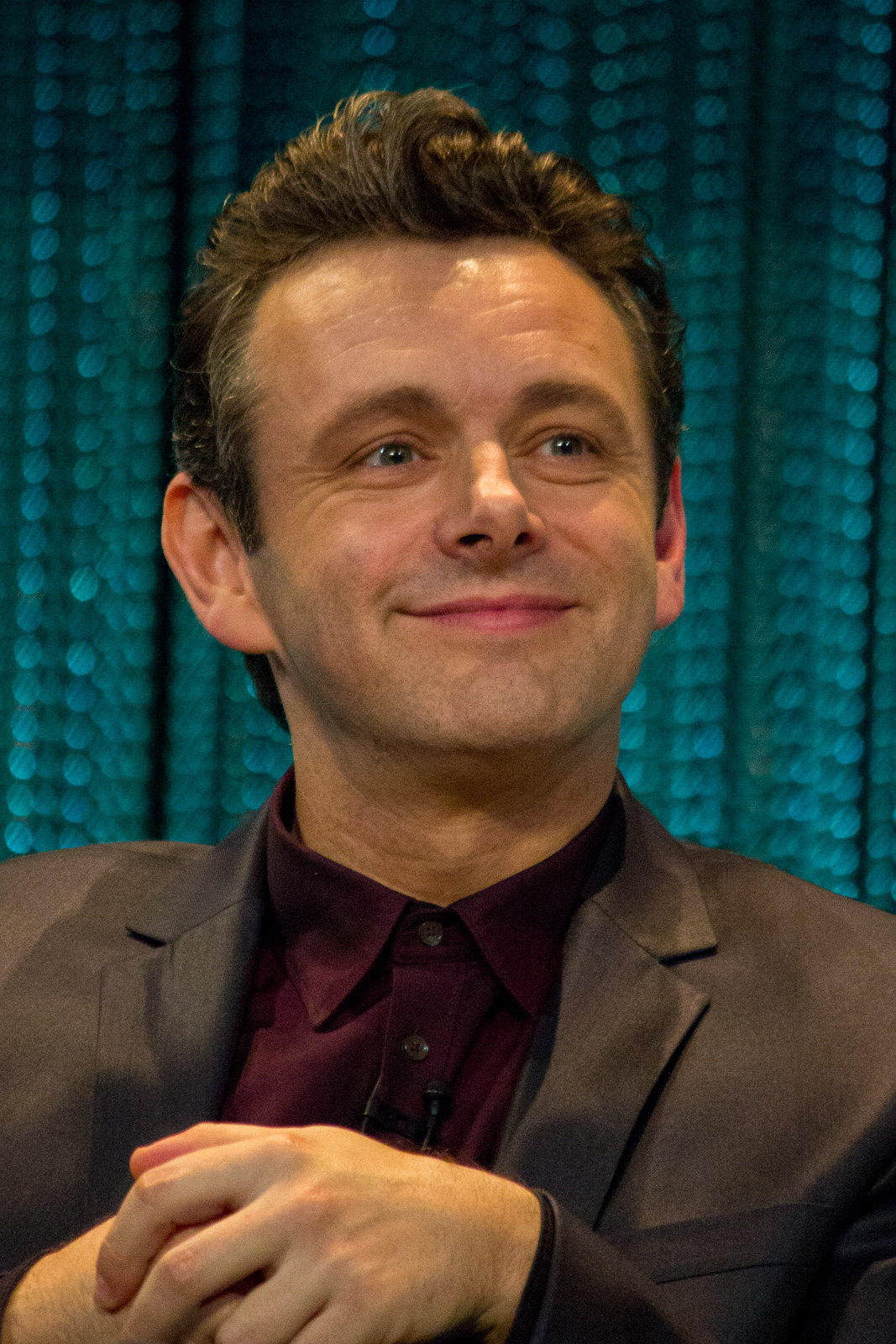
Michael Sheen, az űrhajó bármix pultos androidja

## Cselekmény
|  | Alább a cselekmény részletei következnek! |

A történet a jövőben játszódik. A hatalmas Avalon nevezetű űrhajó ötezer utassal a fedélzetén egy távoli gyarmatbolygóra tart. Az út hossza  százhúsz év, amit mindenki mélyálomban tölt el az érkezés előtti negyedik hónapig, amikor viszont minden hibernációs kapszula felébreszti utasait, akik az érkezésig mindenféle kényelemben részesülhetnek. Az alvásra tervezett hibernációs kapszulák állítólag soha nem romlanak el. Mégis az utazás harmincadik évében az Avalon űrhajó egy hatalmas meteorral ütközik, amely műszaki hibákat idéz elő egy csomó helyen, és az egyik elromlott hibernáló kapszula felébreszti utasát, Jim Preston gépészt (Chris Pratt). A 37 éves Jim eleinte örül is neki, hogy felébredt, hiszen ez azt jelenti, hogy rövid időn belül már az új bolygón tervezheti és valósíthatja meg álmait. Azonban rövid időn belül rájön, hogy cseppet sem úgy van, ahogy azt elsőre gondolni vélte, hiszen senkit sem talál ébren a hajón, kivéve Arturt (Michael Sheen) a bármixer pultnál. Első látásra úgy néz ki, mint egy ember, de Jim a pult mögé pillantva rájön, hogy Artur csak egy android robot. Akkor válik számára világossá, hogy egyedül ő ébredt fel az ötezer utas közül, és hogy kereken kilencven évig egyedül is marad – ő már nem térhet vissza mélyálomba, mert a hibernálást speciális, hozzáértő szakorvosok végezték el, a kapszulát pedig csak átalvásra tervezték. Eleinte próbálja elütni az időt szórakozással, és persze gépészként is tanulmányozni kezdi a hajó hibáit, egy éven át próbálja lekötni magát mindennel, sportol, játszik, étterembe jár, Arturral barátkozik, de lelke legmélyén iszonyú magányos. Mikor már végelkeseredettségében részegen majdnem véget vet saját életének, véletlenül megpillantja Aurorát (Jennifer Lawrence) az egyik hibernációs kapszulában. Ezt követően Jim élete új értelmet nyer. Többször is meglátogatja a lányt, akinek még a bemutatkozó videóját is megtekinti. A 26 éves lány újságírónő, aki élettel teli reményekkel vág neki a hosszú űrbéli útnak. Jimnek egyre jobban megtetszik a lány. Ekkor egy gondolat ötlik fel benne: ha felébresztené Aurorát, már nem kellene többé magányosan élnie, viszont aggódik, hogy ha felébreszti, azzal elrabolja tőle azokat a reménybéli álmokat, melyet Aurora el szeretne érni egy új bolygón. Jim persze, tudja, érzi: nem teheti meg ezt, de végül győz benne a magány és az önzés, és mégis felébreszti a lányt.
Aurora sokáig úgy hiszi, azért ébredt fel, mert az ő kapszulája is elromlott. Idővel lassan egymásba szeretnek. Esténként a teljesen üres éttermekben vacsorázgatnak, a lány arany fokozatú rangsorolása miatt végre már mindenből a legjobbat kérhetik. Ezen a ponton több utalás is esik arról, hogy a két ember vagyoni és társadalmi helyzete nagyon eltérő: a lány apja Pulitzer-díjas író, Aurora pedig egy blogbejegyzésében megemlíti, hogy „az életben, odakint” soha nem ismerkedett volna meg Jimmel (az egyszerű, szegény helyzetű fickó nem kerülhetett volna a lány köreibe).
Egy boldog év telik el szerelemben, szenvedélyes éjszakákkal, majd egy este Artur kikotyogja Aurorának, hogy valójában Jim ébresztette fel. A lány szinte sokkot kap, meggyűlöli a férfit, aki gyakorlatilag halálra ítélte – pontosabban egy olyan életre, melyet egyetlen másik ember társaságában kell leélnie, „értelmetlenül” egy űrhajón.
Az újabb fordulat akkor következik be, amikor kiderül, hogy az Avalon fedélzetén és géptermeiben súlyos problémák vannak, az űrhajó akár meg is semmisülhet. Felébred egy harmadik utas is, Gus Mancuso fedélzetmester (Laurence Fishburne), aki segít nekik a műszaki hibák feltárásában. A férfi hamar legyengül. Egy orvosi vizsgálaton kiderül, hogy halálos beteg, és már csak órái vannak hátra. Sajnos hamar elveszítik őt, azonban Jim és Aurora Gus nélkül is rájönnek, hogyan menthetik meg a hajót. A hibák helyrehozása közben Jim majdnem meghal, aki azért megy ki a zsiliphez, hogy az űrbe engedje a hajó egyik helyiségében felhalmozódó hatalmas nyomású hőt. A zsiliphez érve kiderül, hogy az ajtó is meghibásodott, és csak úgy lehet megszabadulni a hatalmas hőtől, hogy Jim ott marad, és nyitva tartja az ajtót, miközben a hő távozik. Egy darabig tartani tudja az ajtót, ám a kiáramló forróságot egy idő után már nem tudja elviselni. Ekkor elveszti eszméletét és az űrbe sodródik. Aurora utána sietve visszahozza őt a hajóra, de Jim életfunkciói már nem érzékelhetőek.
Aurora nem adja fel, és egy csomó újraélesztési parancsot ad ki az orvosi esetekre kifejlesztett kapszulának. Hatalmas megkönnyebbülésére a kapszula visszahozza Jimet. Később kiderül, hogy egyikük hibernációja folytatható lenne az orvosi kapszulában. Jim azt akarja, hogy a lány aludjon vissza, hogy megvalósíthassa az álmait, amikor a bolygóra érnek, ám ő végül Jimet választja.
A záró jelenet már a szerelmespár nélkül látható, 88 évvel később: a legénység tagjai és az utazók felébrednek, majd az átriumba lépve Jim és Aurora örökségét láthatják: hosszú, boldog életük során zöldbe borították a hajót, életet leheltek belé, így élték le az életüket kettesben.
|  | Itt a vége a cselekmény részletezésének! |

## Szereplők
| Szereplő | Színész            | Magyar hang            |
| --- | ------------------ | ---------------------- |
| Aurora Lane | Jennifer Lawrence  | Földes Eszter          |
| James Preston | Chris Pratt        | Miller Zoltán          |
| Arthur | Michael Sheen      | Rajkai Zoltán          |
| Gus Mancuso | Laurence Fishburne | Gáti Oszkár            |
| Instruktor | Julee Cerda        | Varga Gabriella        |
| Norris Kapitány | Andy García        | Eredeti hang           |
| Aurora legjobb barátnője | Aurora Perrineau   | Sipos Eszter Anna      |
| Szereplő | Eredeti hang       | Magyar hang            |
| Avalon | Emma Clarke        | Bertalan Ágnes         |
| InfoMat | Chris Edgerly      | Hevér Gábor            |
| Deejay | Chris Edgerly      | Horváth-Töreki Gergely |
| Obszervatórium | Fred Melamed       | Dunai Tamás            |
| Autodok | Jon Spaihts        | Varga Gábor            |
| További magyar hangok |                    |                        |
| Bárány Virág, Bor László, Csányi Dávid, Csuha Lajos, Farkas Zita, Gyurin Zsolt, Kelemen Kata, Láng Balázs, Lipcsey Colini Borbála, Mohácsi Nóra, Seder Gábor, Sütő András, Welker Gábor |                    |                        |

## Alkotók
- Morten Tyldum – Rendező
- Jon Spaihts – Forgatókönyvíró
- Rodrigo Prieto – Operatőr
- Thomas Newman – Zene
- Stephen Hamel és Michael Mahern – Producerek
- Maryann Brandon – Vágó